# Primer ministro de Granada
El primer ministro de Granada es el jefe de gobierno de Granada.
El actual titular es Dickon Mitchell, luego de que el partido Congreso Nacional Democrático ganara los 9 escaños de la Cámara de Representantes del Parlamento, en las elecciones legislativas de 2022.

## Poderes, funciones y deberes constitucionales
La Constitución de Granada establece los poderes, funciones y deberes del cargo de primer ministro.
El gobernador general nombra al líder del partido mayoritario en la Cámara de Representantes del Parlamento, quien se desempeñará como primer ministro. El primer ministro, asesorará al gobernador general para nombrar a los demás miembros del gabinete. Todos los ministros responden políticamente a la Cámara de Representantes del Parlamento.
El primer ministro asesora al gobernador general a la hora de nombrar los miembros del Senado.
El primer ministro puede ser destituido por el gobernador general, si el parlamento aprueba por mayoría una moción de censura o si, tras una elección, se conforma una nueva mayoría parlamentaria. En caso de ausencia del primer ministro en territorio granadino o en caso de enfermedad, el gobernador general podrá autorizar a otro primer ministro a realizar sus funciones.

## Jefes de gobierno de Granada
| Ministro Principal de Granada (1960-1967)                                                                            | Ministro Principal de Granada (1960-1967) | Ministro Principal de Granada (1960-1967) | Ministro Principal de Granada (1960-1967) | Ministro Principal de Granada (1960-1967) | Ministro Principal de Granada (1960-1967) | Ministro Principal de Granada (1960-1967) | Ministro Principal de Granada (1960-1967) | Ministro Principal de Granada (1960-1967) | Ministro Principal de Granada (1960-1967) |
| Jefe de Gobierno | Jefe de Gobierno                          | Jefe de Gobierno                          | Inicio                                    | Fin                                       | Duración                                  | Partido                                   | Elección                                  |                                           |                                           |
| N.º | Imagen                                    | Nombre                                    | Inicio                                    | Fin                                       |                                           | Partido                                   | Elección                                  |                                           |                                           |
| --- | ----------------------------------------- | ----------------------------------------- | ----------------------------------------- | ----------------------------------------- | ----------------------------------------- | ----------------------------------------- | ----------------------------------------- | ----------------------------------------- | ----------------------------------------- |
| 1 |                                           | Herbert Blaize (1918-1989)                | 1 de enero de 1960                        | 29 de marzo de 1961                       | Partido Nacional de Granada               | 1 año y 87 días                           | 1957                                      |                                           |                                           |
| 2 |                                           | George E. D. Clyne (1920-1984)            | 29 de marzo de 1961                       | 16 de agosto de 1961                      | Partido Laborista Unido de Granada        | 140 días                                  | 1961                                      |                                           |                                           |
| 3 |                                           | Eric Gairy (1922-1997)                    | 16 de agosto de 1961                      | 19 de junio de 1962                       | Partido Laborista Unido de Granada        | 307 días                                  | 1961                                      |                                           |                                           |
| Constitución suspendida, no hubo jefe de gobierno electo entre el 19 de junio y el 21 de septiembre de 1962          |                                           |                                           |                                           |                                           |                                           |                                           |                                           |                                           |                                           |
| (1) |                                           | Herbert Blaize (1918-1989)                | 21 de septiembre de 1962                  | 3 de marzo de 1967                        | Partido Nacional de Granada               | 4 años y 163 días                         | 1962                                      |                                           |                                           |
| Premier de Granada (1967-1974)                                                                                       |                                           |                                           |                                           |                                           |                                           |                                           |                                           |                                           |                                           |
| (1) |                                           | Herbert Blaize (1918-1989)                | 3 de marzo de 1967                        | 25 de agosto de 1967                      | Partido Nacional de Granada               | 175 días                                  | 1962                                      |                                           |                                           |
| (3) |                                           | Eric Gairy (1922-1997)                    | 25 de agosto de 1967                      | 6 de febrero de 1974                      | Partido Laborista Unido de Granada        | 6 años y 165 días                         | 1967                                      |                                           |                                           |
| (3) | 1972                                      | Eric Gairy (1922-1997)                    | 25 de agosto de 1967                      | 6 de febrero de 1974                      | Partido Laborista Unido de Granada        | 6 años y 165 días                         |                                           |                                           |                                           |
| Primer ministro de Granada (1974-1983)                                                                               |                                           |                                           |                                           |                                           |                                           |                                           |                                           |                                           |                                           |
| (3) |                                           | Eric Gairy (1922-1997)                    | 6 de febrero de 1974                      | 13 de marzo de 1979                       | Partido Laborista Unido de Granada        | 5 años y 35 días                          | 1972                                      |                                           |                                           |
| (3) | 1976                                      | Eric Gairy (1922-1997)                    | 6 de febrero de 1974                      | 13 de marzo de 1979                       | Partido Laborista Unido de Granada        | 5 años y 35 días                          |                                           |                                           |                                           |
| 4 |                                           | Maurice Bishop (1944-1983)                | 13 de marzo de 1979                       | 14 de octubre de 1983                     | Movimiento New Jewel                      | 4 años y 215 días                         | —                                         |                                           |                                           |
| 5 |                                           | Bernard Coard (n. 1944)                   | 14 de octubre de 1983                     | 19 de octubre de 1983                     | Movimiento New Jewel                      | 5 días                                    | —                                         |                                           |                                           |
| Presidente del Consejo Militar Revolucionario de Granada (1983)                                                      |                                           |                                           |                                           |                                           |                                           |                                           |                                           |                                           |                                           |
| 6 |                                           | Hudson Austin (1938-2022)                 | 19 de octubre de 1983                     | 25 de octubre de 1983                     | Movimiento New Jewel                      | 6 días                                    | —                                         |                                           |                                           |
| Presidente del Consejo Consultivo Interino de Granada (1983-1984)                                                    |                                           |                                           |                                           |                                           |                                           |                                           |                                           |                                           |                                           |
| El Gobernador General Paul Scoon ejerció la jefatura de gobierno directa entre el 25 de octubre y el 9 de diciembre. |                                           |                                           |                                           |                                           |                                           |                                           |                                           |                                           |                                           |
| 7 |                                           | Nicholas Brathwaite (1925-2016)           | 9 de diciembre de 1983                    | 4 de diciembre de 1984                    | Independiente                             | 361 días                                  | —                                         |                                           |                                           |
| Primer ministro de Granada (desde 1983)                                                                              |                                           |                                           |                                           |                                           |                                           |                                           |                                           |                                           |                                           |
| (1) |                                           | Herbert Blaize (1918-1989)                | 4 de diciembre de 1984                    | 19 de diciembre de 1989                   | Nuevo Partido Nacional                    | 5 años y 15 días                          | 1984                                      |                                           |                                           |
| | El Partido Nacional                       | Herbert Blaize (1918-1989)                | 4 de diciembre de 1984                    | 19 de diciembre de 1989                   |                                           | 5 años y 15 días                          | 1984                                      |                                           |                                           |
| 8 |                                           | Ben Jones (1924-2005)                     | 19 de diciembre de 1989                   | 16 de marzo de 1990                       | El Partido Nacional                       | 87 días                                   | 1984                                      |                                           |                                           |
| (7) |                                           | Nicholas Brathwaite (1925-2016)           | 16 de marzo de 1990                       | 1 de febrero de 1995                      | Congreso Nacional Democrático             | 4 años y 322 días                         | 1990                                      |                                           |                                           |
| 9 |                                           | George Brizan (1942-2012)                 | 1 de febrero de 1995                      | 22 de junio de 1995                       | Congreso Nacional Democrático             | 141 días                                  | 1990                                      |                                           |                                           |
| 10 |                                           | Keith Mitchell (n. 1946)                  | 22 de junio de 1995                       | 9 de julio de 2008                        | Nuevo Partido Nacional                    | 13 años y 17 días                         | 1995                                      |                                           |                                           |
| 10 | 1999                                      | Keith Mitchell (n. 1946)                  | 22 de junio de 1995                       | 9 de julio de 2008                        | Nuevo Partido Nacional                    | 13 años y 17 días                         |                                           |                                           |                                           |
| 10 | 2003                                      | Keith Mitchell (n. 1946)                  | 22 de junio de 1995                       | 9 de julio de 2008                        | Nuevo Partido Nacional                    | 13 años y 17 días                         |                                           |                                           |                                           |
| 11 |                                           | Tillman Thomas (n. 1947)                  | 9 de julio de 2008                        | 20 de febrero de 2013                     | Congreso Nacional Democrático             | 4 años y 226 días                         | 2008                                      |                                           |                                           |
| (10) |                                           | Keith Mitchell (n. 1946)                  | 20 de febrero de 2013                     | 24 de junio de 2022                       | Nuevo Partido Nacional                    | 9 años y 124 días                         | 2013                                      |                                           |                                           |
| (10) | 2018                                      | Keith Mitchell (n. 1946)                  | 20 de febrero de 2013                     | 24 de junio de 2022                       | Nuevo Partido Nacional                    | 9 años y 124 días                         |                                           |                                           |                                           |
| 12 |                                           | Dickon Mitchell (n. 1978)                 | 24 de junio de 2022                       | En el cargo                               | Congreso Nacional Democrático             | 2 años y 317 días                         | 2022                                      |                                           |                                           |